# Dai-dōrō

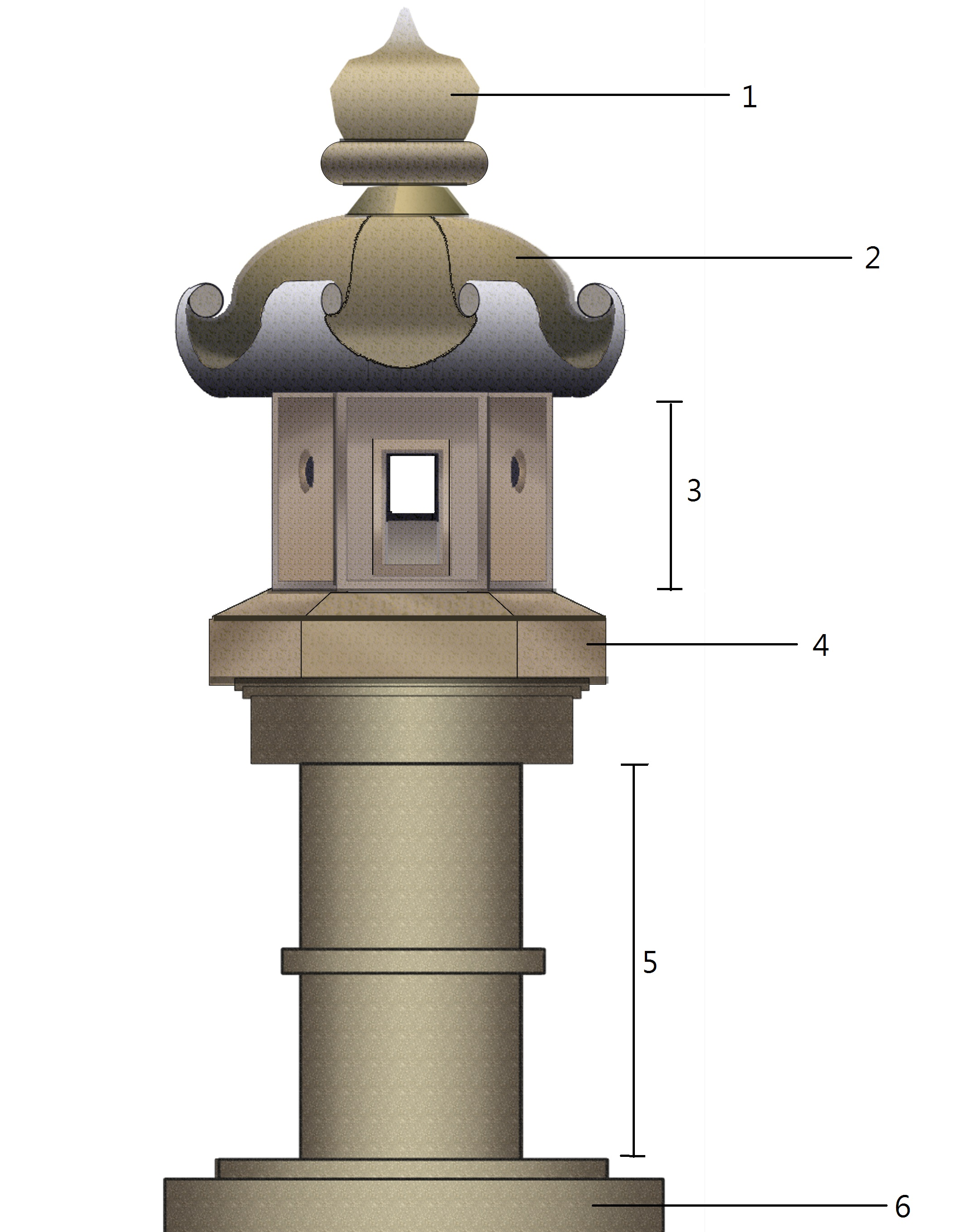
Kasuga-dōrō onderdelen:
1 hōju ('heilig juweel'), tama (bol)
2 kasa (dak)
3 hibukuro (vuur- of lampenkamer)
4 chūdai of nakadai (middenplatform)
5 sao (zuil, kolom of paal)
6 kiso, dai (sokkel, benedenplatform)

Dai-dōrō, dai tōrō (台灯篭・台灯籠) (platformlantaarn) zijn op een platform (dai, kiso) staande traditionele Japanse lantaarns (tōrō, dōrō). Deze platformlantaarns zijn gemaakt van steen, van metaal (brons, gietijzer of koper), minder frequent van hout of van porselein.
Dai-dōrō zijn in hun klassieke vorm te verdelen in vijf secties, die de elementen van de boeddhistische kosmologie vertegenwoordigen: Aarde, Water, Wind of Lucht, Ether of Geest.

## Verscheidenheid in platformlantaarns
De platformlantaarns kunnen in eerste instantie worden ingedeeld in stenen lantaarns (ishi-dōrō), metalen lantaarns (kinzoku tōrō) en houten lantaarns (mokusei tōrō). Vooral de stenen lantaarns en de metalen lantaarns kunnen een hoge leeftijd (tot eeuwen) bereiken, de houten lantaarns zijn door de aard van het materiaal minder duurzaam.

### Onderdelen
Tot de gewoonlijk herkenbare onderdelen van de platformlantaarns behoren de sōrin（相輪）, met als belangrijkste en soms het enige onderdeel hōju, die er uit kan zien als een knop van een lotus of als een ui; daarnaast is er vaak ook een ukebana, die een lotusbloen symboliseert.
Hōju of hōshu (宝珠),, het 'juweel', een ornament: een (samengestelde) eindknop. Hōju vormt structureel min of meer een geheel met de ukebana. Hōju (宝珠) (in engere zin) is een top-ornament met een bol-, druppel- of ui-vorm. De top van de hōju is spits, afgeplat of enigszins afgerond.
Ukebana (受花) of 'ontvangende bloem', is een veelvoorkomende decoratie in de vorm van een gestileerde bloem van een heilige lotus en bestaat uit een krans van meestal met 8 goed herkenbare bloemblaadjes. Uit de bloem ontspringt de hōju
Kasa (笠) ('paraplu') is het dak of kap van de lampenkamer. Het dak is een zeshoekige, vierkante of ronde, conische, piramidale of paddenstoelvormige paraplu die de vuurkast van boven afdekt en beschermt.
Op de top van het dakje bevindt zich zelden een min of meer herkenbare roban (露盤), afkorting van shōroban (承露盤, letterlijk: 'dauwbekken'), de doosachtige structuur die over een top van een dak is geplaatst. Bij Japanse pagodes is dit onderdeel vrijwel altijd aanwezig. De sōrin of de hōju is geplaatst op de roban.
Hibukuro (火袋) is de vuurkamer, lampenkamer of 'vuurzak', en de plaats waar het vuur wordt aangestoken. Hibukuro bestaat uit drie delen: kamiku, de bovenzijde; nakaku, het middenstuk waarin een opening (ensō) om het vuur aan te steken en het licht naar buiten te laten schijnen; en shimoku, een met een rozet versierd onderste gedeelte van de lampkamer.
Chūdai (中台) is het midden-platform van een lantaarn. De chūdai is rond, vierkant, zeskantig of achtkantig. Hierop staat de vuurkamer.
Sao (竿; 棹) is een rechtopstaande schacht, pilaar, kolom, zuil of paal, rond of vierkant in dwarsdoorsnede, soms versierd met dierenmotieven of met inscripties. Ook kan er een of drie banden van decoraties (fushi, knopen) nabij het midden van de pilaar zijn, of is de pilaar op halve hoogte juist op zijn dunst.
Kiso, jirin of dai (基礎) is het gewoonlijk zeshoekige of ronde 'fundament' of 'platform', het basement of het basale platform van de zuil. De kiso kan bij grotere lantaarns een tot zes treden hebben. Een kiso kan ook ontbreken, als de sao direct is ingegraven in de bodem, of met een tot zes poten op de grond staat.
Kidan (基壇) is bij lantaarns een ondergrond, waarop de kiso staat. Een apart gevormde kidan is niet altijd aanwezig of te onderscheiden.

### Typen
Tot de dai-dōrō behoren stenen platformlantaarns (ishi-dōrō), metalen platformlantaarns (kinzoku tōrō) en houten platformlantaarns (mokusei tōrō). Een bijzondere vorm is de porseleinen platformlantaarn (jiki no tōrō).
| Traditionele lantaarns in Japan, hoofdgroepen. | Traditionele lantaarns in Japan, hoofdgroepen. | Traditionele lantaarns in Japan, hoofdgroepen. | Traditionele lantaarns in Japan, hoofdgroepen. | Traditionele lantaarns in Japan, hoofdgroepen. | Traditionele lantaarns in Japan, hoofdgroepen. |
| Onderdelen tōrō                                | Onderdelen tōrō                                | Onderdelen tōrō                                | Traditionele materialen                        | Traditionele materialen                        | Traditionele materialen                        |
| ---------------------------------------------- | ---------------------------------------------- | ---------------------------------------------- | ---------------------------------------------- | ---------------------------------------------- | ---------------------------------------------- |
| platform, sokkel                               | schacht, zuil                                  | opmerkingen                                    | steen ↓ Ishi-dōrō ↓                            | metaal ↓ Kana dōrō ↓                           | hout, bamboe                                   |
| kiso, dai, jirin                               | sao                                            | \| plat- form- lan- taarns \| → Dai-dōrō → \|  | Tachigata tōrō                                 | Kinzoku tōrō                                   | Mokusei tōrō                                   |
| kiso, dai, jirin                               | sao                                            | \| plat- form- lan- taarns \| → Dai-dōrō → \|  | Nozura-dōrō                                    | Kinzoku tōrō                                   | Mokusei tōrō                                   |
| –                                              | ingegraven                                     | schachtlantaarns                               | Ikekomigata tōrō                               | …                                              | Mokusei tōrō                                   |
| → 1-6 benen                                    | → 1-6 benen                                    | kasa groot                                     | Yukimigata tōrō                                | …                                              | Andon Bonbori Chōchin                          |
| –                                              | –                                              |                                                | Okigata tōrō                                   | Tsurigata tōrō                                 | Andon Bonbori Chōchin                          |
| aangepaste pagode (tō)                         | aangepaste pagode (tō)                         | aangepaste pagode (tō)                         | Tōgata tōrō                                    | Tōgata tōrō                                    | Andon Bonbori Chōchin                          |
| plat- form- lan- taarns                        | → Dai-dōrō →                                   |                                                |                                                |                                                |                                                |

## Stenen platformlantaarns
Bij de stenen platformlantaarns (ishi-dōrō) worden tachigata tōrō en nozura-dōrō onderscheiden. De ikekomigata tōrō, yukimigata tōrō en okigata tōrō zijn stenen lantaarns, maar hebben geen platform.

### Tachigata tōrō
Tot Tachigata tōrō, (立ち灯籠, platform- of sokkel-lantaarns) wordt een variatie aan stenen platformlantaarns gerekend, zoals: Enshūgata tōrō, Kasuga-dōrō (Kasuga lantaarns / tempellantaarns), Miyatachigata tōrō (vierkante lantaarns, schrijnlantaarns), Okunoingata tōrō, Sangatsudōgata tōrō, Shiratayūgata tōrō, Shinzengata tōrō, Uzumasagata tōrō, Yose-dōrō (samengestelde stenen lantaarns), Yūnoki-dōrō (citroenboom-lantaarns) en Zendōjigata tōrō.
De lantaarns van het type tachigata tōrō worden gebruikt bij heiligdommen en Boeddhistische tempels, in parken, bij theehuizen en ook wel in particuliere tuinen. De lantaarns kunnen betrekkelijk groot zijn, de grootste wel 3  hoog.

Tachigata tōrō - stenen platformlantaarns
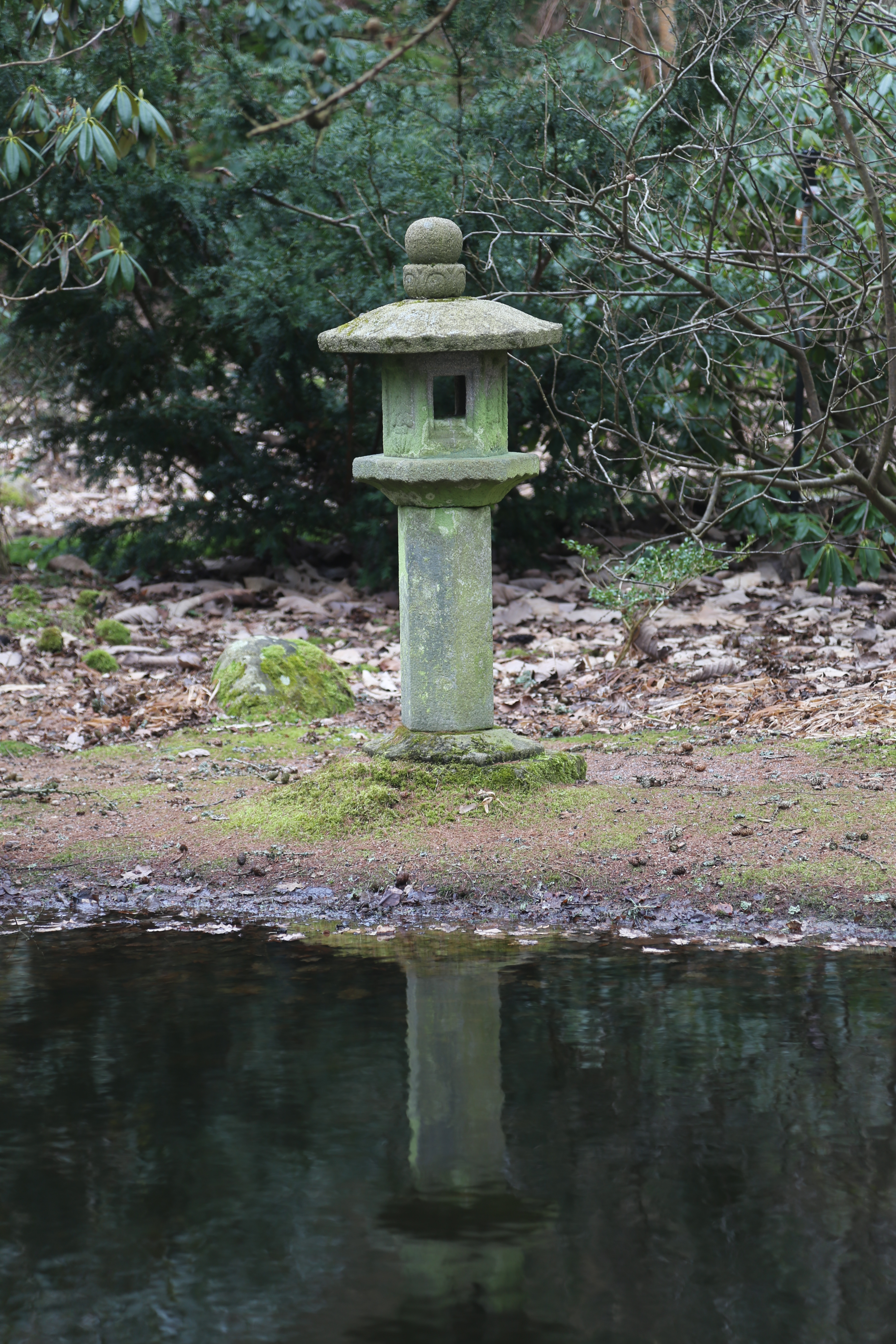
Ishidōrō bij het water
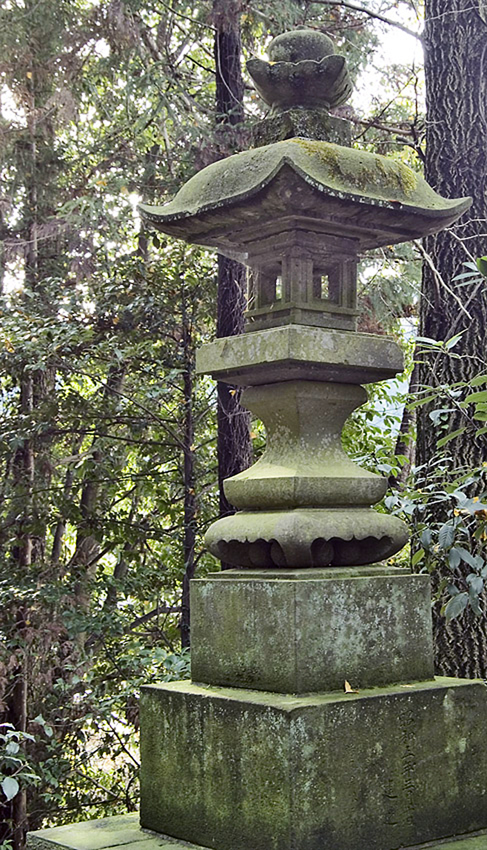
Aso Jinja, Hamura, Tokyo
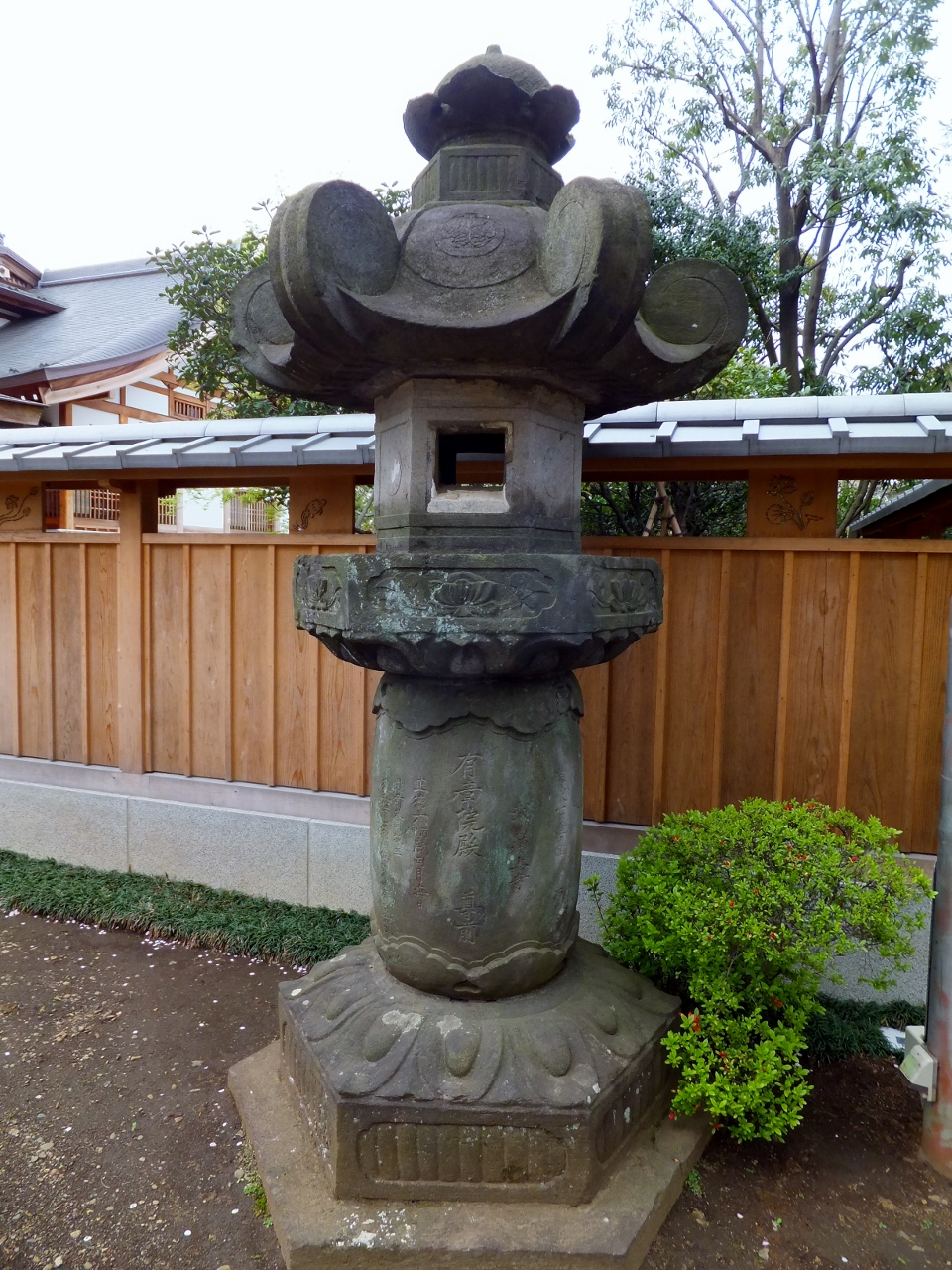
Tozenji Ishidōrō

### Nozura-dōrō
Nozura-dōrō (野面灯籠) zijn lantaarns gemaakt met ruwe, ongepolijste stenen. Ze worden vaak in tuinen geplaatst. Bij de nozura-dōrō zijn er geen vaste subtypen te onderscheiden, omdat er natuurlijk gevormde stenen worden gebruikt, dus niet vaste, door steenhouwers vormgegeven stenen.

Nozura-dōrō - ruw-stenen lantaarns
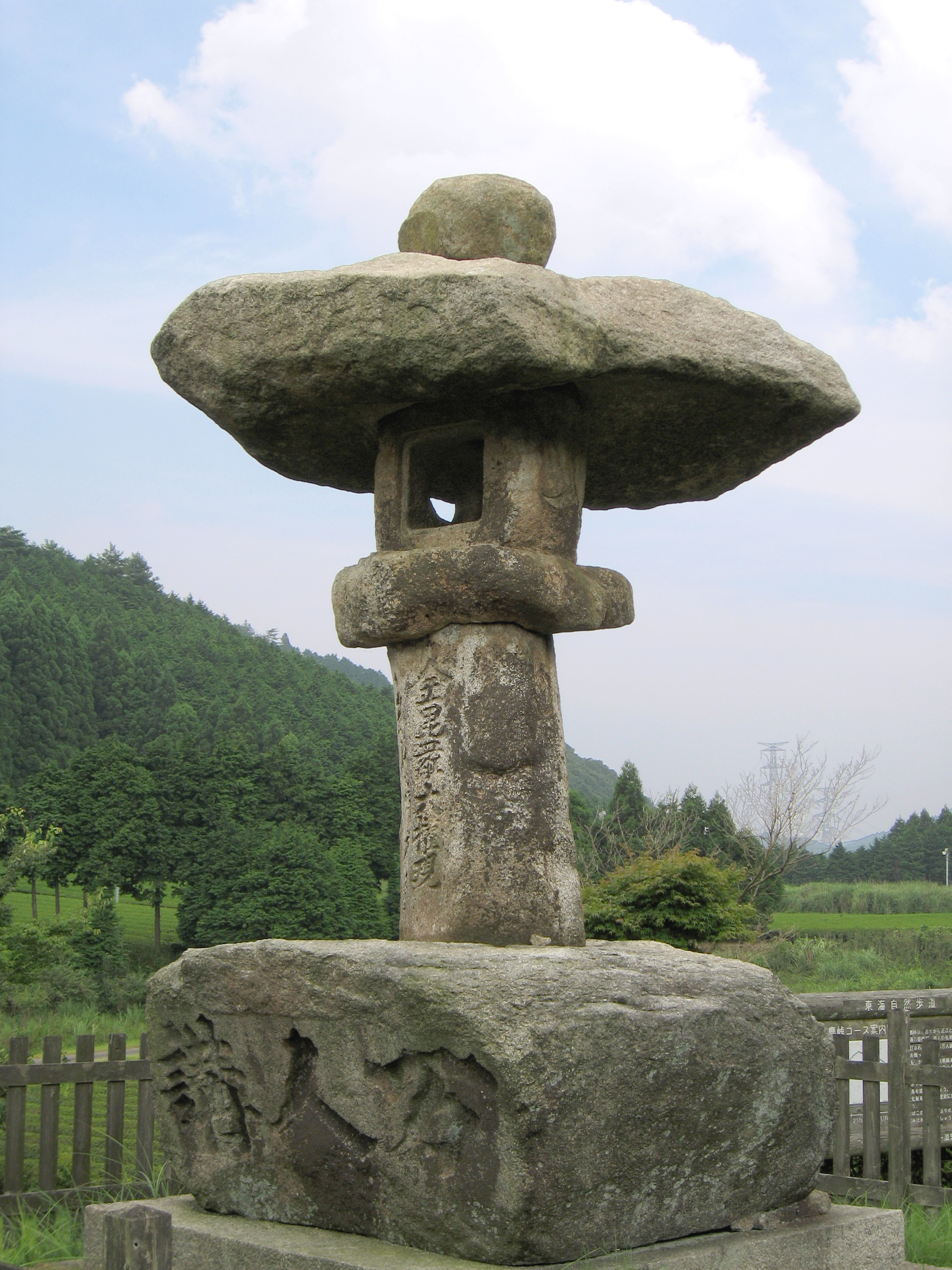
Manninkō-Jōyatō (een stenen lantaarn bij Suzuka Pass, Tōkaidō)
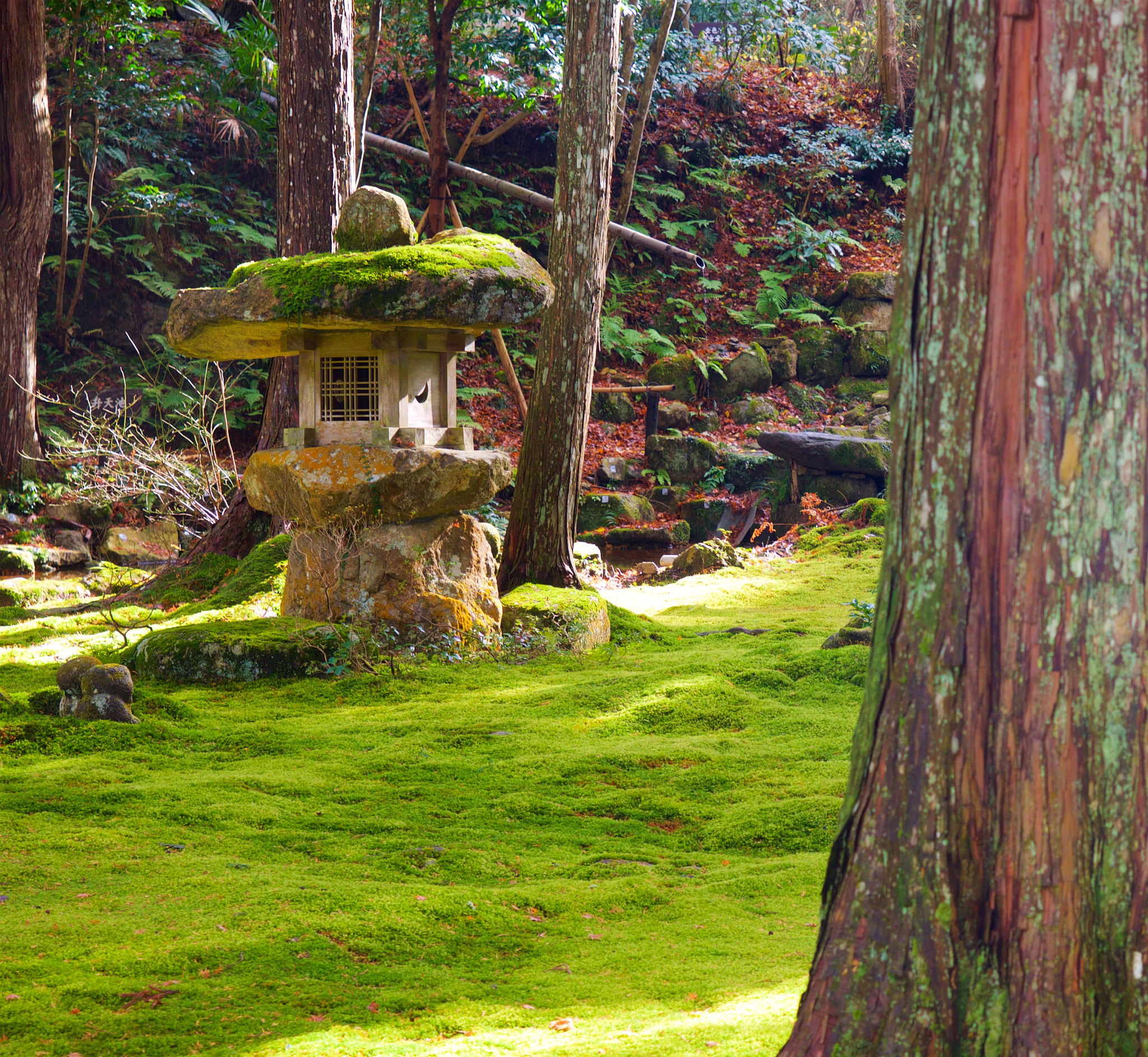
Nozura-dōrō in een mostuin
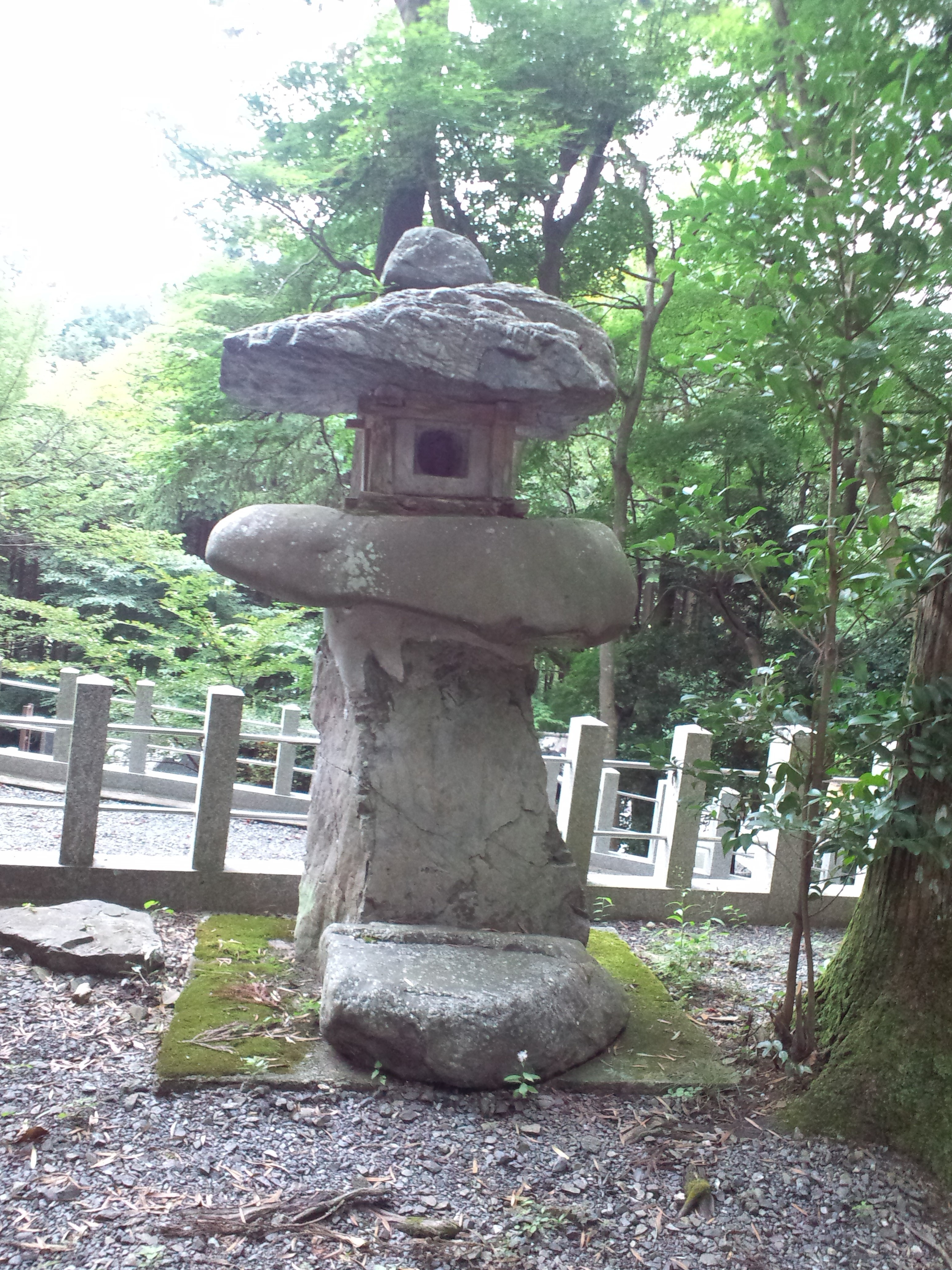
Nozura-dōrō bij Atago-jinja
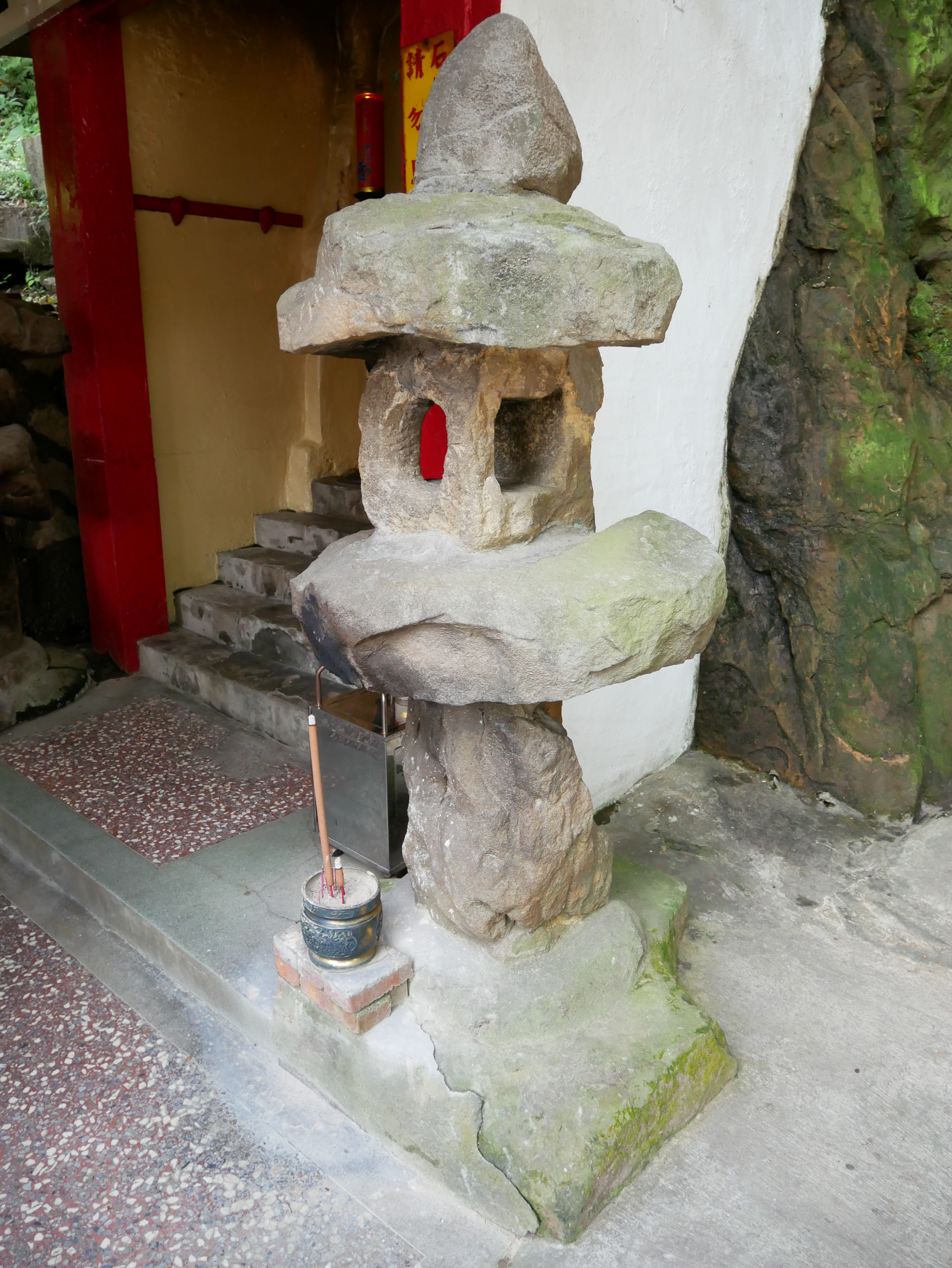
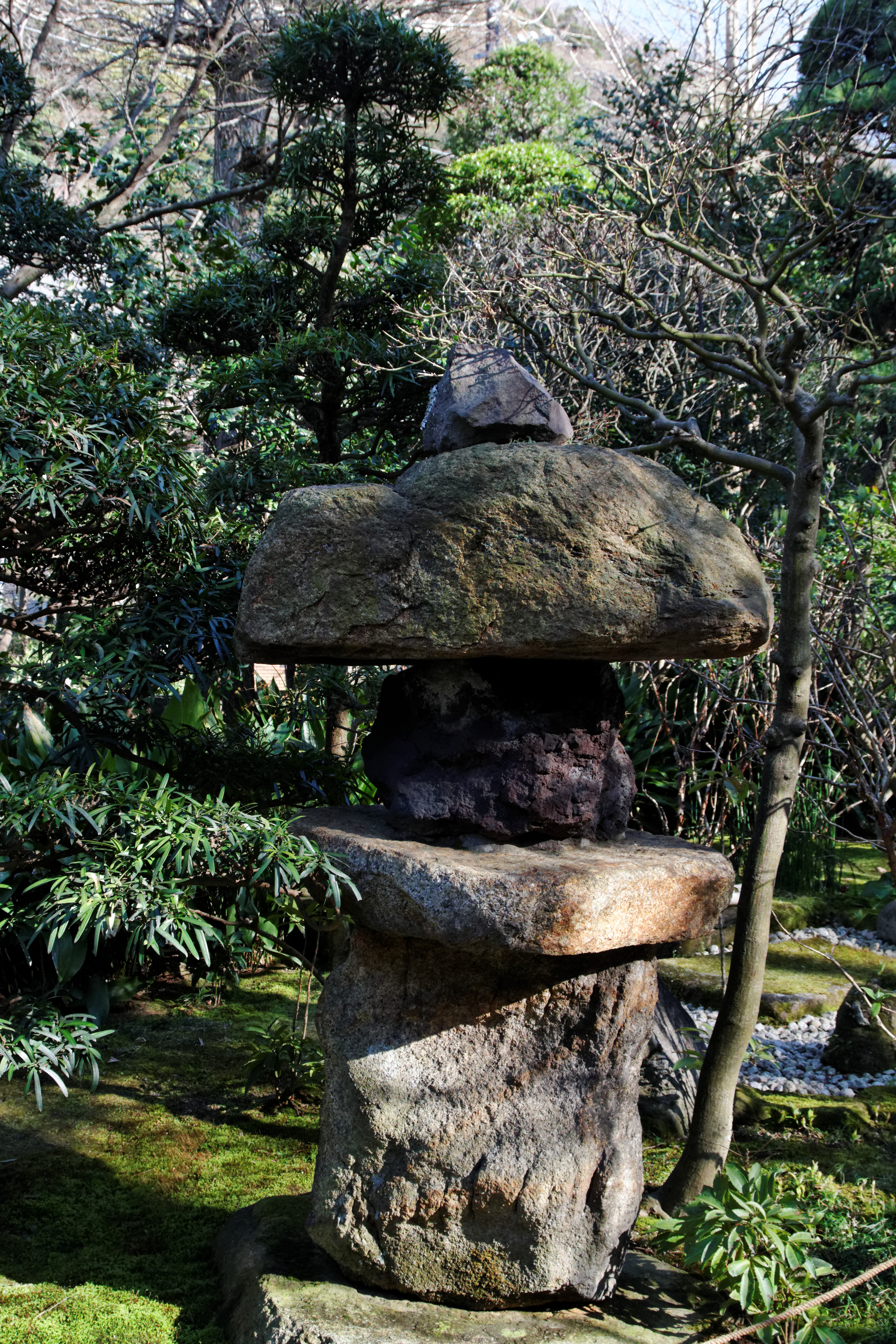
Kamakura

## Verdere platformlantaarns

### Kinzoku tōrō
Kinzoku tōrō (金属灯篭) zijn traditionele Japanse lantaarns (tōrō) van metaal (koper, brons, gietijzer of verguld metaal) met een sokkel of platform. Kinzoku tōrō wordt gerekend tot dai-dōrō. Tot dai-dōrō worden verder nog gerekend: ishi-dōrō (stenen lantaarns), nozura-dōrō (ruw-stenen lantaarns) en mokusei tōrō (houten lantaarn).
Evenals de stenen sokkellantaarns (tachigata tōrō) zijn de metalen sokkellantaarns in hun klassieke vorm te verdelen in vijf secties, die de elementen van de boeddhistische kosmologie vertegenwoordigen: Aarde, Water, Wind of Lucht, Ether of Geest.
Kinzoku tōrō（金属灯篭）of kana-dōrō (金燈籠) zijn lantaarns, gemaakt van gegoten metaal: koper, brons of ijzer.

### Porseleinen lantaarns
Porseleinen lantaarns (jiki no tōrō) worden zeer zelden aangetroffen, zoals in de gebieden van de productie van (blauw) porselein. Porseleinen lantaarns zijn onder andere gemaakt in Seto en in Arita.

### Houten lantaarns
Houten lantaarns (mokusei tōrō) komen weinig voor, vanwege de beperkte duurzaamheid van het materiaal. Veel houten lantaarn hebben geen (onderste) platform en worden in dat geval niet gerekend tot de dai-dōrō.
| Kinzoku tōrō metalen platformlantaarn                                                           | Jiki no tōrō porseleinen lantaarn               | Mokusei tōrō houten lantaarn                                |
| ----------------------------------------------------------------------------------------------- | ----------------------------------------------- | ----------------------------------------------------------- |
| - IJzeren lantaarn, Fujii-dera tempel - Bronzen lantaarn voor de tempel van Itsukushima-schrijn | - Porseleinen lantaarn bij de Matsubara-schrijn | - Traditionele Japanse houten lantaarn in een Shintoschrijn |